# Pavel Sitnikov
Pavel Vladimirovič Sitnikov (in russo Павел Владимирович Ситников?; Omsk, 5 agosto 1998) è un pattinatore di short track russo.
Vanta la presenza alle Olimpiadi di Pyeongchang 2018. Insieme a Denis Ayrapetyan, Semën Elistratov, e a Daniil Ėjbog ha vinto la medaglia d'oro nella staffetta 5000 m agli Europei di Debrecen 2020.

## Palmarès

### Europei
- 4 medaglie:
  - 1 oro (staffetta a Debrecen 2020);
  - 1 argento (staffetta a Dresda 2018);
  - 2 bronzi (500 m e staffetta a Dordrecht 2019).